# إيرو ليمان
إيرو ليمان (مواليد 17 مايو 1974) هو مبارز بالسيف ألماني، مثّل بلاده في الألعاب الأولمبية الصيفية 2000.

## روابط خارجية
إيرو ليمان على موقع الاتحاد الدولي للمبارزة (الإنجليزية)
- إيرو ليمان على موقع أوليمبيديا (الإنجليزية)